# Aphis neonewtoni
Aphis neonewtoni är en insektsart som beskrevs av Pashtshenko 1993. Aphis neonewtoni ingår i släktet Aphis och familjen långrörsbladlöss. Inga underarter finns listade i Catalogue of Life.